# Lokalizacja wykopów
Lokalizacja wykopów – wykopy są zakładane zgodnie z wytyczoną główną osią stanowiska. W przypadku braku wyznaczonej na stanowisku osi prostopadłej do osi głównej należy wykonać dodatkowe pomiary odległościowe i kątowe.
Jeżeli obie osie zostały wyznaczone w takim przypadku należy jedynie odmierzyć odpowiednią odległość od narożników kwadratu.
Zaznaczone za pomocą szpil na osiach siatki punkty łączone są sznurkiem, który określa granice wykopu.
Każdy nowo wyznaczony wykop musi zostać naniesiony na plan stanowiska archeologicznego.
Aby uzyskać wszystkie możliwe zawarte na stanowisku informację należy przebadać je w całości. Nie zawsze jest to jednak możliwe m.in. z powodu rozmiarów stanowiska. Od badacza zależy jakiej wielkości wykopy będą zakładane i jakie rejony stanowiska zostaną w pierwszej kolejności przebadane. Badacz może także wyznaczyć sobie konkretne cele do realizacji na stanowisku i tym kierować się przy wyborze rejonu i skali badań.